# Bahori
Bahori (cyr. Бахори) – wieś w Bośni i Hercegowinie, w Republice Serbskiej, w gminie Gacko. W 2013 roku liczyła 20 mieszkańców.